# 비바 마카오
비바 마카오(중국어: 非凡航空, 영어: Viva Macau)는 마카오의 항공사이다. 본사는 마카오에 위치해 있으며 2005년부터 2010년까지 존재한 항공사로 당시 에어 마카오을 대항하기 위해 설립했다.

## 개요
2005년에 와우 아시아로 설립되어 2006년 12월부터 보잉 767를 중고로 임대해 마카오 국제공항을 거점으로 운항이 시작되었다.
일본과 인도네시아, 오스트레일리아 등에 항공편을 운항하고 있으며 일본의 경우 나리타 국제공항과 신치토세 공항에 정기 전세기를 취항 시키고 있었다. 이전 최고 경영자는 싱가포르의 저가 항공사인 제트스타 아시아 항공 대표였지만 2009년 최고 경영자가 바꾸게 되었다.

## 역사
- 2005년 : 회사 설립.
- 2006년 : 회사명 변경 및 몰디브와 자카르타 국제선 운항 개시
- 2007년 : 도쿄 (나리타)에 전세기 운항 개시
- 2010년 : 경영난으로 인해 마카오 특별행정구 정부가 영업 면허를 취소

## 기내 서비스
저가 항공사 이므로 기내식, 음료등은 모두 돈을 내야 한다. 비즈니스 클래스는 술 이외 무료 또한 좌석의 머리 덮개를 생략하는 등 낮은 비용에 철저한 서비스를 실시하고 있다.
승무원의 국적은 일본인과 원래 종주국 이었던 포르투갈인을 포함한 12개국으로 구성했다. 또한 유니폼은 차이나 드레스를 모티브로 한 것이다.

## 운항 노선

### 동아시아
- 마카오
  - 마카오 - 마카오 국제공항 허브
- 일본
  - 삿포로 - 신치토세 국제공항
  - 도쿄 - 나리타 국제공항 전세편

### 동남아시아
- 인도네시아
  - 자카르타 - 수카르노 하타 국제공항
- 베트남
  - 하노이 - 노이바이 국제공항
  - 호치민 - 떤선녓 국제공항

### 오세아니아
- 오스트레일리아
  - 멜버른 - 툴라마린 국제공항

### 동아시아
- 대한민국
  - 인천 - 인천국제공항
  - 부산 - 김해국제공항

### 남아시아
- 몰디브
  - 말레 - 말레 국제공항

### 동남아시아
- 태국
  - 푸껫 - 푸껫 국제공항
- 베트남
  - 하이퐁 - 깟비 국제공항

### 오세아니아
- 오스트레일리아
  - 시드니 - 시드니 공항

## 같이 보기
- 마카오 국제공항
- 에어아시아 X